# Lazertag
Lazertag (Lazer Tag Academy) è una serie televisiva animata statunitense del 1986, creata da Joe Ruby e Ken Spears.
Ispirata al gioco Lazer Tag dell'azienda Worlds of Wonder, la serie è stata trasmessa per la prima volta negli Stati Uniti su NBC dal 13 settembre al 6 dicembre 1986, per un totale di 13 episodi ripartiti su una stagione. In Italia è stata trasmessa su Odeon TV dall'11 maggio 1988.
La serie venne trasmessa in seguito col nome di Lazer Patrol.

## Trama
La storia inizia nella Los Angeles del 3010. Alla Lazer Academy il Professor Olanga e la campionessa della disciplina Lazer Tag, Jamie Jaren, recuperano dal fondo dell'oceano uno shuttle e rianimano dell'ibernazione gli occupanti all'interno, scoprendo troppo tardi che si tratta di Draxon Drear, perfido criminale-maestro del 2935, e dei suoi soldati sintetici Skugs.
Draxon si schiantò in mare quando le autorità cercarono di catturarlo e ora che si è risvegliato, ed ha appresso la tecnologia laser degli Starsensor e delle pistole Starlite (tra cui il viaggio nel tempo e la capacità di manipolare la materia a livello molecolare), pensa che quasi niente si frapponga fra lui e il suo scopo, ovvero il dominio completo del globo.
Per fare ciò egli viaggia fino alla Los Angeles del 1980 e per fermarlo la tredicenne Jamie lo insegue fino ad incontrare a destinazione i ragazzi Tom, Beth e Nicky Jeren, suoi antenati nonché primo bersagli di Draxon. Per il criminale infatti togliere di mezzo i ragazzi significa togliere di mezzo Jamie, che è uno dei più accaniti ostacoli sul suo percorso. Quindi i ragazzi hanno bisogno d'aiuto oltre che di protezione. Beth è anche la futura creatrice della scienza dietro la tecno laser degli Starsensor e delle pistole Starlite.
Portata a compimento la prima missione, i quattro ragazzi viaggiano tra passato e futuro della storia, con l'intento di impedire a Draxon e agli Skugs di far danno e affrontando coraggiosamente pirati, cavalieri e ogni qual si voglia genere di avversario si ritrovano davanti.

## Episodi
1. The Beginning
2. Skugg Duggery
3. Yamoto's Curse
4. Pay Dirt
5. Charles' Science Project
6. The Witch Switch
7. The Olanga Story
8. Battle Hymn of Jaren's
9. Sir Tom Of Jaren
10. Redbeard's Treasure
11. Drear's Doll
12. StarLyte on the Orient Express
13. Jamie and the Spitfires